# هتل استاد
هتل استاد (به مالایالم: Ustad Hotel) فیلمی هندی محصول سال ۲۰۱۲ و به کارگردانی انور راشید است. در این فیلم بازیگرانی همچون تیلاکان، دولکوئر سلمان، نیتیا منن، صدیق، عاصم جمال، لنا، جاگاپاتی ببو، مالویکا نایر و آصف علی ایفای نقش کرده‌اند.